# Southery
 (juillet 2023).
Southery est une paroisse civile et un village du Norfolk, en Angleterre.